# Peter Johann Nepomuk Geiger
Peter Johann Nepomuk Geiger (11 de gener de 1805 – 29 d'octubre de 1880) va ser un artista vienès.

## Biografia
Nascut a Viena, Geiger originalment volia seguir la tradició familiar i convertir-se en escultor, però el dibuix i la pintura eren el seu element natural. Va il·lustrar Vaterländischen Immortellen d'Anton Ziegler (transl. Immortals de la terra natal) de 1839–40. Fins al 1848 va realitzar nombroses il·lustracions d'obres històriques i de poesia, però també va fer pintures a l'oli per a la família reial austríaca.
Tornant d'un viatge a Orient amb el príncep Ferran Maximilià Josep l'any 1850, va entrar en un període especialment creatiu. El 1853, va esdevenir professor de l'Acadèmia d'Art de Viena. Per a la família reial, va fer moltes obres, com ara il·lustracions de Goethe, Friedrich Schiller i William Shakespeare. També va il·lustrar la vida oriental.
Els seus dibuixos eròtics són especialment recordats, encara que és poc probable que fossin l'obra típica d'un pintor de la cort.

## Obres seleccionades
- 1839: Ziegler, Anton. Vaterländischen Immortellen aus dem Gebiete der österreichischen Geschichte . 4 vols. Viena, 1840, 1839.
- 1843: Magyar-és Erdélyország története rajzolatokban: Geschichte Ungarn's und Siebenbürgen's in Abbildungen... ; Geiger Péter N. János akadémiai képirótól; tervezte és magyar 's német nyelven magyarázta Wenzel Gusztáv. 10 vols. Viena, 1843
- Memorabilien de Joseph von Bülow aus der Europäischen Geschichte für anziehende Weltbegebenheiten, ausgezeichnete Grossthaten, Würdigung der Verdienste von berühmten Männern, etc. Aus mehreren Jahrhunderten gesammelt . Mit insgesamt 96 getönten Federlithographien von Johann Nepomuk Geiger auf Tafeln. 2 vols. Nova York, 1860
- 1861: Historische Handzeichnungen ; mit erklärendem Texte de Gustav Adolph Schimmer; mit neunzig Tafeln. Viena: Aus der kaiserlich-königlichen Hof- und Staatsdruckerei, 1861
- Die Schlacht bei Lützen (La batalla de Lutzen)
- Kampf der Tiroler unter Andreas Hofer (La lluita dels tirolesos sota Andreas Hofer)

## Galeria d'imatges

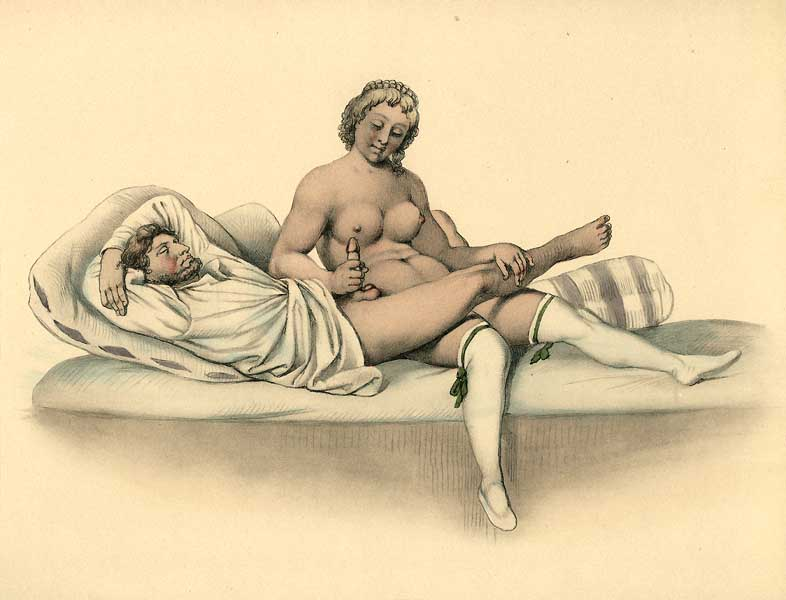
1840 aquarel·la eròtica
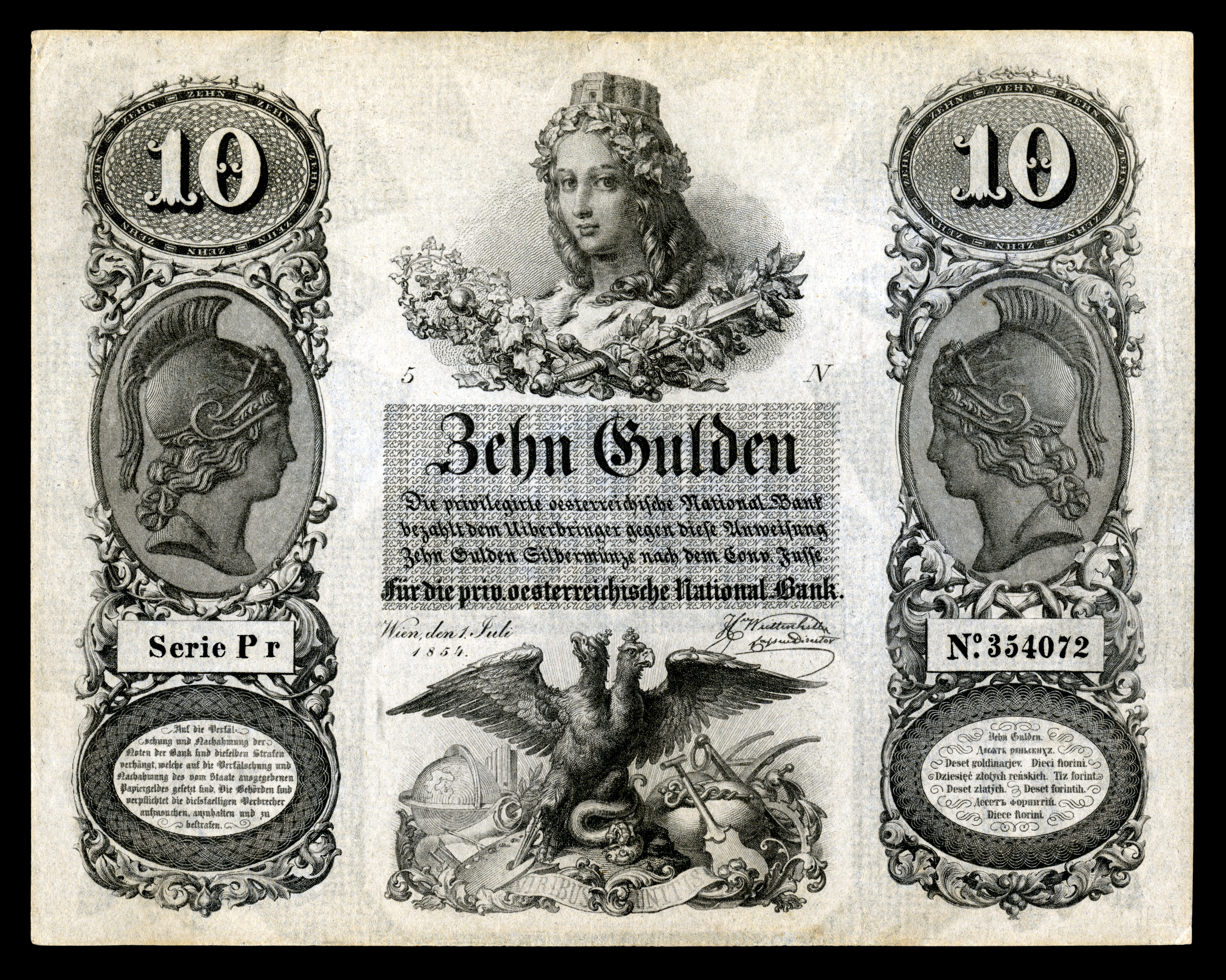
Billet austríac de 10 Gulden (1854) dissenyat per Geiger.